# Критик

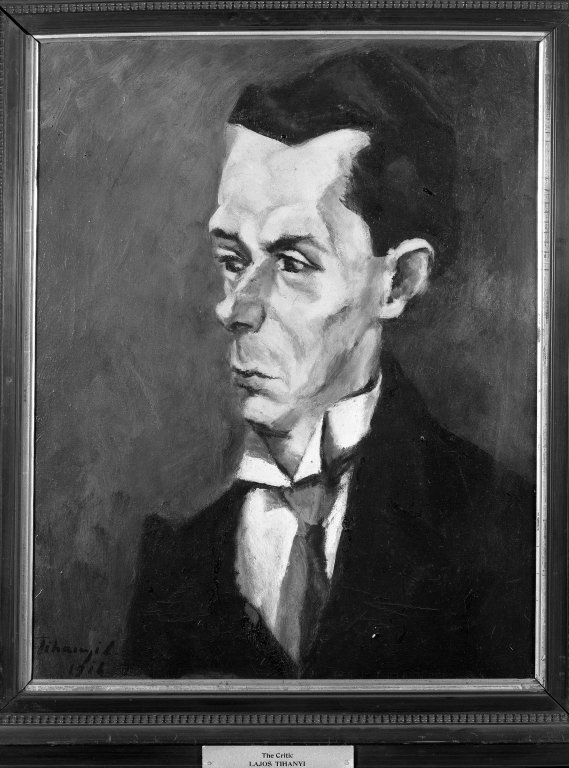
Худ. Лайош Тіхані. «Критик». Полотно, олійні фарби, 1916 рік. Бруклінський музей.

Кри́тик — людина, яка працює у сфері критики, тобто аналізу, оцінки і судження про певну сферу діяльності людини. Найчастіше у сфері культури ( література та драматургія, театр, кінематограф, образотворче мистецтво, архітектура).
Розрізняють кінокритиків, що спеціалізуються в області кінематографа, літературних критиків, що працюють з творами художньої літератури, музичних критиків і театральних критиків, а також художніх критиків, предметом занять яких є образотворчі мистецтва. До критиків відносять знавців і цінителів, звичайно професійно підготовлених, які регулярно оцінюють і аналізують концерт, спектаклі, твори різних мистецтв і, як правило, публікують свої спостереження й судження в періодичних виданнях.
Окрім професій літературних, музичних, театральних критиків, які склалися традиційно, порівняно нещодавно з'явилися професії  ресторанного критика, а також критика відеоігор.

## Відомі критики (аналітики мистецтва)
- Гоголь Микола Васильович
- Стасов Володимир Васильович
- Фоменко Микола Олександрович